# Colletes gussakowskii
Colletes gussakowskii är en biart som beskrevs av Noskiewicz 1936. Colletes gussakowskii ingår i släktet sidenbin, och familjen korttungebin. Inga underarter finns listade i Catalogue of Life.